# Eija Hyytiäinen
Eija Marita Hyytiäinen (Saarijärvi, 4 de enero de 1961) es una deportista finlandesa que compitió en esquí de fondo. 
Participó en dos Juegos Olímpicos de Invierno, en los años 1984 y 1988, obteniendo una medalla de bronce en Sarajevo 1984, en la prueba de relevo (junto con Pirkko Määttä, Marjo Matikainen y Marja-Liisa Hämäläinen).

## Palmarés internacional
| Juegos Olímpicos | Juegos Olímpicos      | Juegos Olímpicos  | Juegos Olímpicos |
| Año              | Lugar                 | Medalla           | Prueba           |
| ---------------- | --------------------- | ----------------- | ---------------- |
| 1984             | Sarajevo (Yugoslavia) | Medalla de bronce | Relevo 4 × 5 km  |